# Тройт, Моника
Моника Тройт (род. 6 апреля 1954, Мёнхенгладабах, Германия) — режиссер, сценарист, продюсер, актриса, оператор, монтажер.

## Биография и творчество
Моника родилась в городе Мёнхенгладабах в Германии. Она изучала литературу и политику в Philipps-University, Марбург. В середине 70-х годов она начала работать с видео. Ее кандидатская диссертация «Жестокая женщина: женские образы в написании маркиза де Сада и Леопольда фон Захера-Мазоха» была опубликована в Германии, Швейцарии и Австрии в 1984 году.
В середине 80-х начала снимать документальные фильмы, которые показывали на многочисленных кинофестивалях.
С 2002 года Моника увлекается Тайванью. Там она написала, направила и продюсировала 3 документальных фильма « Tigerwomen Grow Wings» о трех поколениях женщин, в создании которых участвовал известный писатель Ли Энг, знаменитый оперный певец Се Юй Ся и молодой режиссер DJ Chen.В 2009 году Моника Тройт выпустила художественный фильм о необычной истории любви между Гамбургом и Тайбэй. В 2011 году был завершен еще один документальный фильм «Сырое и приготовленное», который пользовался успехом на кулинарном кинофестивале в рамках международного кинофестиваля в Берлине в 2012 году.
С 1990 года она также преподавала и читала лекции в колледжах (Vassar, Hollins, Dartmouth), в Институтах искусств (SFAI) и в университетах (IU Bloomington, UI Chicago, UC San Diego и Cornell U).
В 1984 Моника и один из  ведущих немецких кинематографистов Элфи Микеш решили организовать свою кинопроизводственную компанию. И в 1992 они создали компанию Hyena Films, с офисами в Гамбурге.

## Работы
- Von Mädchen und Pferden (2014)
- Неясность (2009)
- Den Tigerfrauen wachsen Flügel (2005)
- Axensprung (2004)
- Воин света (2001)
- Gendernauts - Eine Reise durch die Geschlechter (1999)
- Didn't Do It for Love (1997)
- Датские девушки показывают все (1996)
- Эротика (1994)
- Let's Talk About Sex (1994)
- Female Misbehavior (1992)
- Мой отец приезжает (1991)
- Анни (1989)
- Девственная машина (1988)
- Совращение: Жестокая женщина (1985)

Снималась в качестве актрисы в фильмах Masculinity/Femininity (2014), Доменика (1993).

## Награды
- 2017 Лучший документальный фильм Zona Norte TEDDY Award (номинация)
- 2007 Лучший документальный фильм Den Tigerfrauen wachsen Flügel  на  кинофестивале Jeonju
- 2001  N-Vision  фильм Gendernauts - Eine Reise durch die Geschlechter на кинофестивале San Diego Women  (номинация)
- 2002  Приз зрительских симпатий Kriegerin des Lichts на кинофестивале Thessaloniki Documentaryl
- 1999  Приз зрительских симпатий Gendernauts - Eine Reise durch die Geschlechter на кинофестивале São Paulo International
- 1999  Лучший документальный фильм на кинофестивале Torino International Gay & Lesbian
- 1991  Лучший полнометражный фильм на кинофестивале Torino International Gay & Lesbian
- 1990  Лучший короткометражный фильм Annie на кинофестивале молодого кино Torino International [5]